# Leptogenys varicosa
Leptogenys varicosa är en myrart som beskrevs av Hermann Stitz 1925. Leptogenys varicosa ingår i släktet Leptogenys och familjen myror. Inga underarter finns listade i Catalogue of Life.